# 언페어
《언페어》(アンフェア)는 간사이 TV 방송 제작해 2006년 1월 10일부터 2006년 3월 21일까지, 화요일오후 10:00 ~ 10:54 (첫회는 22:10 ~ 23:14, 최종회는 22:15 ~ 23:24)에 후지 TV에서 방송된 시노하라 료코 주연의 TV 드라마이다.
원작은 하타 다케히코의 소설 〈추리소설〉. 드라마 제1화의 사건만 소설 원작을 기초로 하였고, 중반 이후의 사건 2개는 드라마의 새로운 시나리오이다. 드라마는 총 11화로, 사건은 에피소드 I부터 III까지 나뉜다.
방송 종료 이후 크게 반향을 불러 일으켜 드라마 팬들에게 속편 제작, 부활 희망 요청이 홈페이지에 전해졌다. 이에, 2006년 10월 3일에 스페셜 방송으로 《언페어 the special~코드 브레이킹 암호 해독~》을 제작하여 드라마의 속편이 방송되었다. 방송 시간은 21:00 ~ 23:18.
- 텔레비전 시리즈 언페어 전 11회 (2006년 1월 10일 ~ 2006년 3월 21일)
- 텔레비전 스페셜 《언페어 the special~코드 브레이킹 암호 해독~》 (2006년 10월 3일)
- 극장판 《언페어 the movie》 (2007년 3월 17일 개봉)
- 극장판 《언페어 the answer》 (2011년 9월 17일 개봉)
- 텔레비전 스페셜 《언페어 the special ~더블미닝 이중정의~》 (2011년 9월 23일)
- 텔레비전 스페셜 《더블 미닝 Yes or No?》 (2013년 3월 1일)

## 줄거리

### 언페어 (본편)
'쓸데없이 예쁘다'라는 말을 들을 정도로 형사치고는 지나치게 미인인 경시청 검거율 No.1 여형사 유키히라 나츠미(시노하라 료코). 인질극 상황에서 미성년자인 범인(17세, 남)을 총격 사살한 과잉수사의 여파로 그녀는 5년 전 이미 세간의 논란의 중심에 있었다. 다시금 과격한 방식으로 인질범을 검거한 유키히라에게 격노한 일부 시민들은 경시청앞까지 찾아와 데모를 벌이고, 이에 부담을 느낀 간부진은 경찰대를 우수한 성적으로 졸업한 신참 형사 안도 카즈유키(에이타)를 그녀의 파트너로 붙여 논란이 되는 과잉수사 방식을 억제시켜보려 한다.
5년 전 사건에 대한 충격으로 하나뿐인 딸 사토 미오(7세)는 실어증에 걸려 말을 하지 못하게 되고, 학교에서도 급우들에게 '살인자의 딸'이라는 오명으로 놀림과 괴롭힘을 당한다. 유키히라의 남편 사토 카즈오(일보신문사 데스크)는 그녀에 대한 마음이 완전히 식은 것은 아니지만, 가정과 자녀보다 일에 과도하게 집착하는 그녀를 쉽게 이해할 수 없다. 결국, 딸 미오에게 무엇보다 안정이 중요하다고 생각하여 둘은 이혼하게 되고, 사토는 가정부 마키무라 키요코를 고용하여 자신의 집에서 미오의 보육을 맡긴다. 유키히라는 이혼후 오피스텔에서 홀로 외로이 지내게 되는데, 그녀의 오피스텔은 언제나 심각한 쓰레기 소굴이며 그녀에게 청소-정리란 사치일뿐이다. 사랑하는 딸과 함께 사는, 엄마로서의 최소한의 당연한 행복마저 허락되지 않는 처지의 그녀에게, 오피스텔이란 '도저히 참을 수 없을 때 들어가 잠자고 나오는' 그저 단순한 숙소의 의미에 다름없다.(이 오피스텔의 청소는, 참다가 참다가 더 이상 참을 수 없는 지경에 이른 파트너 안도에 의해 드라마 전회에 걸쳐 유일하게 딱 한번 이뤄진다.)
이런 그녀에게도 언제나 그녀의 편이 되어주는 고마운 사람들이 있다. 돌아가신 아버지의 오랜 동료였던 베테랑 야스히토 마사히로 형사(나이만큼 현명하고 후덕한 인격을 갖췄으며 첨예한 갈등의 순간을 부드럽게 넘기거나 전환시키는 지혜가 있다. 언제나 유키히라의 곁에서 묵묵히 뒷받침해준다), 사건 해결의 정보를 제공하고픈 욕구에 목말라 원래 임무를 벗어나 자꾸 수사회의에 끼어들지만 언제나 묵살당하고 마는 개그 캐릭터 미카미 카오루 검시관(그는 사실 수많은 뛰어난 재능을 가진 똑똑한 사람이다. 검시관임에도 계속하여 환영받지 못하는 수사회의에 참석하며 작동하지도 않는 마이크를 항상 사용한다. 사건에 대한 직감이 형사들보다 훨씬 뛰어나다), 과격한 유키히라의 견제역으로 임명되었지만 점점 그녀의 뛰어난 수사실력과 강력한 의지 차가운 매력에 빠져 본업을 잊어버린 신참 형사 안도 카즈유키(고기는 못먹고 채소를 즐겨 먹는다. 블랙 트렌치코트가 무척 잘 어울리며 유키히라의 말이라면 지옥에라도 다녀올 기세), 그리고 수사진행의 모든 정보를 일임받아 제공하는 컴퓨터 담당 하스미 안나(젊은 남자에 열광하는 다소 시끄럽고 유쾌한 여성. 하지만 본인의 일에서만큼은 독보적인 실력자다. 유키히라가 유일하게 신뢰하는 오랜 친구).
남들이 보기에는 이해가 가지 않을 정도로 사건에 집착하고 범죄자에 대한 분노가 극렬한 그녀에게는 사실 세상이 알지 못하는 사연이 있다. 15년 전, 경찰이었던 유키히라의 아버지가 누군가에 의해 무참히 총격 살해되었고 범인은 아직까지도 밝혀지지 않았던 것이다. 그녀는 아버지의 미스테리한 죽음의 비밀을 파헤치고자 하는 일념으로 형사가 되었고, 그런 비극적인 사건이 '눈에는 눈, 복수에는 복수, 불공정(Unfair)한 것에는 불공정한 방식으로'라는 과격한 마인드를 갖게 한 배경이 된 것이다.
그녀는 언제나 사건현장에서 피해자가 살해된 자리에 그대로 누워본다(위치한다). 이것은, 피해자가 죽기 전 마지막으로 본 것을 유키히라 본인이 피살해자의 입장에서 보고싶은 욕구의 하나이며, 그녀는 이것을 통해 범행에 대한 중요한 단서들을 발견할 수 있다고 굳게 믿는다. 이 기이한 습관은 15년 전 살해된 아버지의 사건 현장에서부터 시작된 망자에 대한 일종의 독특한 의식이라고도 할 수 있다.
어느 비오는 날, 신주쿠 도심 공원에서 전혀 관련없는 두 남녀(남 회사원, 여고생)의 살인사건이 동시에 발생하고, 그때부터 유키히라에게 익명으로부터의 소설이 배달되어 소설에 써 있는 대로 예고 살인이 일어난다. 유키히라는 일련의 '사체 위치 커버 의식'을 진행하고 한 출판사에서 제작한 책갈피가 사건 현장 주변에서 그녀의 눈에 발견된다. 책갈피의 글귀는 “언페어 한 것은 누구인가 アンフェアなのは 誰か”라고 하는 수수께끼의 메시지. 이 사건은 소설의 내용에 따라서 살인이 진행되는 전대미문의 ‘소설 예고형 살인’이며, 사건이 일어난 직후 반드시 ‘차기 살인 예고'가 뒤따른다.
연쇄살인은 계속되고 사건은 점차 미궁속으로 빠져드는 일대 혼란의 와중에서도 자리 보전/사리사욕/공명심에 눈먼 경찰 간부들은 이리저리 휘청대며 부조리의 극치를 보여준다. 가장 공정해야 할 경찰들이 오히려 불공정의 진수를 보여주는 이 아이러니한 블랙 코미디. 어쩌면 작가가 진정 말하고싶었던 것은 '가장 공정해야 할 곳이 불공정으로 얼룩질때 세상은 혼란에 빠진다'라는 메시지가 아닐까.
경찰 내부에 스파이가 있다는 심증은 점점 확신으로 바뀌어가고, 주변의 어느 누구도 쉽사리 믿기 어려워지는 총체적 난국속에서 유일무이의 냉정과격 여형사 對 예고-극장형 범죄를 즐기는 치밀한 두뇌파 범인간의 예측 불허 치열한 대공방전이, 이제 본격적으로 시작된다.
- 2011. 3. 6. SUN. Fever Pitch -

### 언페어 (스페셜)
코드 브레이킹~암호해독~
after X comes Y-X의 뒤에는 Y가 온다― -Xの後には、Yが来る-
유키히라의 파트너, 안도의 죽음 이후 9개월, 한 경찰 OB가 고급 스위트 룸에서 자살 후 시체로 발견되었다. 수사 1과는 증거가 불충분하기 때문에 사건으로 수사할 수사성이 없다고 생각할 수 있었지만, 과거 4명의 경찰 OB가 자살했던 상황에 대한 의문을 기억하는 유키히라는 타살의 의심하기 시작한다.

### 언페어 (스핀오프 스페셜 드라마)
더블미닝 이중정의
특수반에 4명의 인질을 유괴했다는 전화가 걸려온다. 인질범의 요구는 '도쿄 타워를 여름으로 바꾸어라'. 특수반은 장난 전화로 여기고 아무도 신경쓰지 않았지만, 유키히라의 후임으로 특수반에 배속 된 모치즈키 아키라는 인질 중 자신에게 수색 의뢰가 들어 온 실종자가 포함된 것을 알고 혼자 분주해진다. 기어코 인질 중 한 명의 사망자가 발생하자 그제서야 본격적인 수사가 시작된다. 범인은 또다시 '나를 도쿄에서 가장 유명하게 만들어라'라고 요구하며 경찰에게 도전적인 문제를 남기는데... 마음에 상처를 안고 있는 열혈 형사와 의욕이 사라진 상사 콤비, 그리고 유괴범의 두뇌전이 펼쳐진다.

### 극장판
언페어 the movie 참조.
언페어 the answer 참조.

## 사건
추리소설 예고 살인 사건
‘지금부터 일으키는 살인은 자신의 추리소설에 예고 되어있다’고 이야기, 자신의 소설의 잡지에 연재 기재 할 수 있는 권리를 살 잡지사를 매스컴을 통해 입찰받도록 범인은 강요한다.
모금형 유괴 사건
유키하라 딸을 유괴해, 그 몸값을 일본 전국에 매스컴들 통해 공개하고 〈1인당 10엔씩〉모금하도록 하여, 총 12억엔을 모으라 한다.
×마크 연속 살인 사건
지금까지의 두 사건을 담당한 경찰 관계자 등이 차례로 손바닥에 《×》마크가 적혀진 채로 다음 살해된다.
코드브레이킹 암호 해독
4명의 경찰 OB가 연달아 자살, 수사 본부도 타살의 혐의를 의심하기 시작한다.

## 등장인물

### 경찰 관계자
유키히라 나츠미 - 시노하라 료코
33세, 경시청 형사부 수사 1과 살인사건 수사4계 주임, 계급은 경부보.(본편)
경시청 공안부 공안 총무과 주임 경부보.(스페셜판)
1995년 교통과, 1996년 순사 부장 승진 후 형사과, 1999년 경부보 승진하며 코마자와서의 형사과에 배속. 1997년 사토 카즈오와 결혼, 미오를 출산했다.
15년 전 형사인 아버지가 미스테리한 총격 살해를 당한 후 오로지 범인을 밝혀내겠다는 일념으로 전문 대학 경찰학교를 지망-졸업 후 경찰관이 된다. '쓸데없이 예쁘다'란 말을 들을 정도로 형사치고는 미인이며 술이 무척 세다. 5년 전 인질극 현장에서 범인을 총격사살했는데 그 범인이 17세의 미성년자로 밝혀져 과잉수사 논란으로 언론과 세상의 지탄을 받았다. 당시 사건에 충격을 받은 딸 미오는 끝내 실어증에 걸리게 되고 학교에서도 '살인자의 딸'이라는 오명으로 급우들에게 괴롭힘을 당하게 된다. 일련의 사건 이후, 유키히라는 미오의 안정이 가장 중요한 과제라는 부분에서 남편과 인식을 같이 하고 합의하에 이혼한다. 미오는 남편의 집에서 가정부(마키무라 키요코)에 의해 보육받게 되고 유키히라는 따로 떨어져 오피스텔에서 외로이 지내게 된다. 그녀의 오피스텔은 언제나 쓰레기 소굴이고, 청소-정리란 그녀에겐 사치일뿐이다. 사랑하는 딸과 함께 사는, 엄마로서 최소한의 행복마저 보장되지 않는 처지의 그녀에게 이 오피스텔이란 가정도 보금자리의 의미도 아닌, '도저히 견디기 힘들만큼 피곤할 때 들어가 잠자고 나오는' 그저 단순한 숙소의 의미에 다름없다. 그래서 그녀는 자신의 거처인 오피스텔을 전혀 돌보지 않는다.
추리력이나 격투, 사격술에 매우 뛰어나며 검거율은 형사부 전체 No.1을 자랑한다. 수사전에는 살인 현장에 남겨진 시체와 같은 자세로 누워서, 작고하신 아버지가 그녀의 유년시절 자주 불러주셨던 노래인 ‘반짝반짝 작은별’을 허밍하면서, 피해자가 죽기 전 마지막에 본 풍경을 확인하는 특이한 의식을 거행한다. 이는 피살자가 마지막에 보았던 것이 무엇인지 자신의 눈을 통해 망자의 입장에서의 마지막 시선을 쫓고싶어하는 욕구의 일종임과 동시에 바로 그곳에 범행의 단서가 숨어있을 거란 굳은 믿음이 바탕이 되는 확신에 찬 행동이다. 이러한 습관은 15년 전 아버지가 살해된 사건현장에서부터 시작되었다. 범죄자는 늙었든 어리든 결코 용서 할 수 없다는 주의로, 만일 범인이 소년이어도 인질을 최우선으로 생각해서 범인을 제압한다는 신념을 가지고 있다. 이러한 자신의 과격한 수사방식을 기자들이 질문할 때마다 망설임없이 단호하게 밝힘으로서 인권보호 단체로부터 항의 데모를 받고 있다.
안도 카즈유키 - 에이타
23세, 경시청 형사부 수사 1과 계급은 순경.
수사 1과에 배속된 신참. 경찰대를 탑클래스의 성적으로 졸업했다. 유키히라의 계속되는 과잉수사 논란으로 인권단체들의 항의데모가 빗발치자 이에 부담을 느낀 경찰 수뇌진이 유키히라의 과격한 수사 방식을 억제할 목적으로 그녀에게 파트너로 붙여 콤비를 이루게 된다. 야마지 관리관-고쿠보 계장 등 간부진이 제 자리만 보전하고자 유키히라의 공은 가로채고 과실은 그녀에게 떠넘기는 등 도를 넘어선 일처리로 압박할 때마다 의협심에 불타 항의의 태도를 보이지만, 이제 갓 발령 받은 신출내기 형사인 그도 그 이상은 어쩔 수 없다. 따뜻하고 친절한 성격의 소유자로 유키히라의 딸 미오도 그에게만은 호감을 보인다. 그 역시 마치 삼촌처럼 미오를 자상하게 돌봐준다.
시간이 지날수록 유키히라의 뛰어난 수사진행능력, 강력한 의지, 차가운 매력에 매료되어 그녀를 견제해야 할 본연의 임무를 망각한채 그녀에게 빠져든다. 유키히라와 대화를 나눌때마다 "바보냐 너는 バカかお前は"이라는 구박을 받곤 하지만 그녀의 말이라면 지옥에라도 다녀올 기세의 영원한 유키히라 편. 채식주의자로서 고기는 전혀 못먹고, 유키하라와 자주 가는 술집에서도 항상 양배추만 먹는다. 유키히라와의 첫 술자리가 있던 날, 술에 완전히 취해 정신없는 상태로 오피스텔에서 그녀와 함께 잠들었는데 깨어보니 둘다 알몸. 무슨 일이 있었냐고 간신히 용기 내어 그녀에게 묻지만 유키히라는 미묘한 표정을 지으며 끝내 대답해주지 않는다. 늘씬한 키에 블랙 트렌치코트가 썩 잘 어울리는 핸섬 가이.
미카미 카오루 - 카토 마사야
42세, 경시청 형사부 감식과 검시관 계급은 경시. SP판도 동일.
검시관인데 수사 회의마더 참석하고 더욱 나서면서 깊이 관여하면서, 자신의 견해를 말하기도 하면서, 야마지 테츠오에게 그만하라고 말을 듣기도 한다. 하지만, 높은 통찰력의 소유자로서, 유키하라의 수사에 협력하고 있다. 칭찬하면 더 잘하는 타입이기도 하다. 그리고, ‘특수 임무’라는 말로 부탁만 한다면 무엇이든 들어준다. 유키하라와는 반대로 술을 전혀 마시지 못해, 언제든지 우유를 가지고 다니면서 마신다.
SP판에서는 실질적으로 유키하라의 파트너가 되고 있다.
코쿠보 유지 - 아베 사다오
37세, 경시청 형사부 수사 1과 계장, 계급은 경부.
〈SP판〉 경시청 형사부 수사 1과 관리관 경시.
수사 1과 계장. 유키히라의 라이벌로 노골적으로 적대시한다. 정당한 수사방법을 고집하는 상식파. 자신의 실수나 책임을 타인에게 전가곤 한다. 볼펜을 돌리거나 만지는 버릇이 있다.
하스미 안나 - 하마다 마리
33세, 경시청 형사부 수사 1과 정보 해석계, 계급은 순사 부장.
유키하라의 얼마 안되는 친구로, 파트너. 정보 해석계를 담당하며 컴퓨터 다룸에 있어서 우수하고, 일적인 면이나 사적인 면에서 모두 유키하라가 많은 부분을 신뢰하고 있다. SP판에서는 경찰 병원에서 정양을 위해 입원중에서 만났지만, 유키하라를 위해서 공안PC의 분쇄를 해주기도 한다.
야스모토 마사히로 - 시가 코타로
59세, 경시청 형사부 수사 1과 순사 부장, SP판도 동일.
2006년 정년퇴직 하게 되는 고참 형사. 죽은 유키하라의 아빠와는 동기이자 친한 사이다. SP판에서는 Y's파일을 둘러싼 수사를 실시하면서, 유력한 용의자 가운데 한 명으로서 떠오른다.
야마지 테츠오 - 테라지마 스스무
50세, 경시청 형사부 수사 1과 관리관, 계급은 경시.
〈SP판〉 경시청 형사부 수사 1과 특수반계장, 경부.
수사 회의 중에 라이터 뚜껑을 여닫는 버릇을 가지고 있다. 자신에게 무조건 따르지 않는 유키히라를 못 마땅하게 여기고 있다. 최종회에서는 유키하라에게 협력하고, SP판에서는 유키하라를 포기한다.

### 유키히라 가족
사토 카즈오 - 카가와 테루유키
40세, 일보 신문사·사회부 경시청기자 클럽장(長), 유키하라의 전 남편. 유키히라와 이혼해 딸 미오와 사는 이혼남. 5년 전의 사건에서 딸이 정신병을 앓는 것을 계기로 이혼을 결심. 재혼도 하지 않고 오로지 혼자서 딸을 지키며 살고 있다.
〈SP판〉프리 저널리스트
사토 미오 - 무카이치 미온
7세, 유키히라 나츠미와 사토 카즈오의 딸.
〈미성년자 사살 사건〉이 원인으로 학교에서 친구들에게 집단 괴롭힘을 받고 소리를 내지 않는다. 〈모금형 유괴 사건〉으로 마키무라와 함께 유괴된다. 어머니와의 사이가 좋지 않지만, 최종회에서는 안도 덕분에 부모와 자식 관계가 되돌아와, 소리를 내게 되었다.

### 매스컴 관계자
쿠루메 류이치로 - 이노우에 준 (특별 출연)
초일류의 미스터리 작가. 현재 일본문학의 기린아로 불리는 천재적인 소설가. 하지만 그 본연에는 대필작가인 히라이를 둬서 부와 명성은 자기가 가로채는 치사한 수법으로 지내고있다. 히라이가 살해당한 다음은 하시노 미키가 그 자리를 계승했다.
세자키 이치로 - 니시지마 히데토시
40세, 이와사키 서점의 편집자.
냉정한 성격으로 항상 차분한 태도를 일관한다. 또, 책의 매상을 높이기 위해서 수단과 방법을 가르지 않는 상사 모리카와와 대립하고 있다. 유키하라와 의기 투합한다. 덧붙여, 서로의 사는 방식에 공감한다.
마츠모토 리에코 - 코바야시 마오
유키하라의 소꿉친구. 이와사키 서점에 근무한다. 세자키의 부하 직원. 유키하라를 “유키네 ゆきねぇ”라고 부르며 그리워한다.
히라이 타다히토 - 마시마 히데카즈
쿠루메 류이치로의 숨겨진 대필 작가. 자신의 소설을 세상에 내놓고 싶어하나 쿠루메가 늘 약속을 지키지 않아 불만이 많다. 마츠모토 리에코와는 예전에 애인 사이이기도 했다. 현재는 하시노 미키와 교제하고 있다. 자신이 쓴 소설을 세자키에 보여주지만 “리얼리티가 없다”고 혹평을 받았다.
하시노 미키 - 아리사카 쿠루메
이와사키 서점에 근무한다. 세자키의 부하 직원.
노구치 코지 - 후미 마사토
성문출판 편집자, 책의 내용보다, 매상을 중시한다. 이전에는 세자키와 라이벌. 쿠루메의 소설을 출간하게 된 계기로 자신도 성공을 하게 된다.
오자와 마리 - 마츠나가 쿄코
쿠루메 류이치로의 비서.
이마이 히데아키 - 사카키 히데오
일보 신문사·사회부 기자. 카즈오의 부하 직원.카즈오가 일보 신문을 그만둔 뒤, 데스크로 취임했다.
타케다 스미오 - 오코우치 히로시
일보 신문사 편집장. 특종을 위해서라면 가족도 파는 냉혈인이다.

### 그 외
마키무라 키요코 - 키무라 타에
35세, 카즈오가 고용한 미오의 가정부.
에모토 (그림책) 작가였지만, 남편과 딸을 교통사고로 잃는 이후, 그림책을 그리지 않게 되고, 작가 활동을 그만두고 있다.
히로타 유지 - 이토 요자부로
광진건설 사장.마키무라의 남편과 딸을 교통사고로 죽게한 인물. 국회의원인 아버지의 권력을 이용해, 사건을 은폐했다.
사이토 유타카 - 미우라 하루마
파칭코 점원 청소년. 5년 전 파칭코 종업원 5명을 죽이고 사장까지 인질로 잡아 중상을 입히지만 검거하려는 유키히라의 총에 죽음.

### 스페셜판

#### 코드 브레이킹~암호 해독
사이키 진 - 에구치 요스케
경시청 공안부 공안총무과 관리관 경시.
공안부로 이동한 유키히라의 상사이다. 유키히라에 버금가는 우수한 성적으로, 공안에서 가장 명문화되어 있는 인물이다.
오다기리 - 오쿠라 코지
유키히라 주변을 서성거리는 수상한 남자. 조직의 명령으로 스토커처럼 유키히라를 감시한다.
유키히라 소이치로
前 경시청 형사부 수사 1과 경부. 15년 전에 사망한 유키히라의 친아버지.
공안 데이터베이스 내에서 크래킹 한 Y's파일을 해독한 결과, 경시청을 뒤흔든 엄청난 사건에 밀접하게 관련되어 있었던 것이 밝혀진다.

#### 더블미닝~이중 정의
모치즈키 아키라 - 키타노 키이
경시청 형사부 수사1과 특수반계 순사 부장.
유키히라의 후임으로 배속되었다. 정의감이 넘치고 욱하는 성질이 있지만, 그 성격 때문인지 상사에게도 아닌 것은 아니라고 똑부러지게 말한다. 그 정의감은 극 중, 어린 시절 유괴 당한 기억에서 자신을 보호하고자 했던 것. 한편 그 때 자신을 구해준 형사(=야마지)가 병문안 선물로 가져다 준 이후 단팥빵을 항상 가지고 다닌다.
모토소노베 쿄스케 - 야마모토 코지
경시청 과학수사 연구소 연구원 프로파일러.
프로파일링 수사 도입을 위한 강의와 동시에 범죄 억제를 위해 자원봉사로 강의를 하고 있다. 연쇄 유괴 살인사건 수사에도 참가하고, 처음에는 상대도 되지 않았던 고쿠보에게까지 그 실력을 점차 인정받는다. 순수한 정의감을 가지고 있으며 모치즈키와도 의견이 잘 맞는다.

## 제작진
- 원작 - 하타 타케히코 〈추리소설〉
- 각본 - 사토 시마코
- 음악 - 스미토모 노리히토
- 촬영 - 오오이시 히로노부
- 조명 - 하나오카 마사미츠
- 음향효과 - 오오하시 후미에
- 연출 - 코바야시 요시노리, 타카하시 노부유키,우에다 야스시
- 스턴트 코디네이터 - 켄모치 마코토
- 프로듀서 - 요시죠 히데키(간사이 테레비), 이나다 히데키(쿄도 TV)
- 제작 - 간사이 테레비, 쿄도 TV

## 관련 음반

### 주제가
- 이토 유나 (伊藤由奈) / 《Faith》: 2006년 3월 1일 발매
- Destiny's Child / 《Survivor》

## 부제·시청률
| 각 화   | 방송일          | 부제 | 시청률 |
| ------- | --------------- | --- | ------ |
| I       | 2006년 1월 10일 | 민완녀 형사 vs예고 살인 (敏腕女刑事VS予告殺人) | 15.7%  |
| II      | 2006년 1월 17일 | 살인예고를 3천만엔으로 낙찰시켜라! (殺人予告を3千万で落札せよ！) | 14.7%  |
| III     | 2006년 1월 24일 | 여형사와 용의자! 위험한 사랑의 행방 (女刑事と容疑者！危険な愛の行方) | 15.1%  |
| IV      | 2006년 1월 31일 | 진범이 나타났다! 모든 수수께끼가 지금… (真犯人現る！すべてのナゾが今…) | 16.0%  |
| V       | 2006년 2월 7일  | 사랑하는 딸이 사라졌다! 충격의 모금형 유괴 (愛娘が消えた！衝撃の募金型誘拐) | 15.5%  |
| VI      | 2006년 2월 14일 | 충격의 유괴범의 정체! 수수께끼의 요구 (衝撃の誘拐犯の正体！ナゾの要求) | 14.9%  |
| VII     | 2006년 2월 21일 | 급전!공포의 총탄이 형사를 덮친다! (急転！恐怖の銃弾が刑事を襲う！) | 14.0%  |
| VIII    | 2006년 2월 28일 | 여자들의 집념! 슬픈 범인의 최후 (女たちの執念！悲しき犯人の最期) | 16.1%  |
| IX      | 2006년 3월 7일  | 점점 다가오는 흑막과 금단의 키스 (新章！忍びよる黒幕と禁断のキス) | 16.5%  |
| X       | 2006년 3월 14일 | 절망의 눈물! 흑막과 운명의 대결에… (絶望の涙!黒幕と運命の対決へ…」) | 15.0%  |
| FINAL   | 2006년 3월 21일 | 오늘 밤 모든 진상이!? (今夜すべての真相が) | 15.8%  |
| SPECIAL | 2006년 10월 3일 | 코드·브레이킹 암호 해독 (コード・ブレーキング～暗号解読) 경찰 OB연속 살인의 수수께끼! (警察OB連続殺人のナゾ!) 마침내 아버지의 죽음의 진상이 분명하게! (ついに父の死の真相が明らかに!) | 18.3%  |

- SP를 제외한 드라마의 평균 시청률15.4% (시청률은 일본 비디오 리서치에서 조사. 관동지역 기준)

## 기타
- 드라마 오프닝의 나레이터가 출연자 마다 각 화 마다 다르다.
세상에는 페어인 일은 아무것도 없다. 눈에는 눈을. 복수에는 복수를.
世の中にはフェアな事なんて何も無い.目には目を.復讐には復讐を.
언페어에게는 언페어를.
アンフェアには, アンフェアを.
  - I(1월 10일 방송) 시노하라 료코
  - II(1월 17일 방송) 아베 사다오
  - III(1월 24일 방송) 이노우에 준
  - IV(1월 31일 방송) 니시지마 히데토시
  - V(2월 7일 방송) 키무라 타에
  - VI(2월 14일 방송) 시가 코타로
  - VII(2월 21일 방송) 테라지마 스스무
  - VIII(2월 28일 방송) 하마다 마리
  - IX(3월 7일 방송) 카토 마사야
  - X(3월 14일 방송) 카가와 테루유키
  - FINAL(3월 21일 방송) 에이타
  - Special(10월 3일 방송) 시노하라 료코